# ليزي ليند أف هاغبي
إيميلي أوغوستا لويز «ليزي» ليند أف هاغبي (20 سبتمبر 1878 – 26 ديسمبر 1963) هي ناشطة نسوية سويدية بريطانية ومدافعة عن حقوق الحيوان، أصبحت ناشطة بارزة مناهضة لتشريح الأحياء في إنجلترا في أوائل القرن العشرين.
ولدت لعائلة سويدية مرموقة، التحقت ليند أف هاغبي وناشطة سويدية أخرى بمدرسة لندن الطبية للنساء في عام 1902 لتعزيز تعليمهن المناهض لتشريح الأحياء. حضرتا عمليات التشريح في كلية لندن الجامعية، وفي عام 1903 نشرتا مذكراتهما، بعنوان فوضى العلم: مقتطفات من مذكرات طالبتين من طلاب علم وظائف الأعضاء، والتي اتهمت الباحثين بتشريح كلب دون تخدير كافٍ. تضمنت الفضيحة التالية، المعروفة باسم قضية الكلب البني، محاكمة تشهير، وتعويضات لأحد الباحثين، وقيام طلاب الطب بأعمال شغب في لندن.
في عام 1906، شاركت ليند أف هاغبي في تأسيس جمعية الدفاع عن الحيوانات ومناهضة تشريح الأحياء، وأدارت لاحقًا ملجأً للحيوانات في فيرن هاوس في دورست مع دوقة هاملتون. أصبحت مواطنة بريطانية في عام 1912، وأمضت بقية حياتها في الكتابة والتحدث عن حماية الحيوان والصلة بين ذلك والنسوية. كانت خطيبة ماهرة، حطمت الرقم القياسي في عام 1913 لعدد الكلمات المنطوقة في أثناء المحاكمة، عندما ألقت 210,000 كلمة وسألت 20,000 سؤال خلال دعوى تشهير فاشلة رفعتها ضد جريدة بال مول غازيت، التي انتقدت حملاتها. وصفتها ذا نيشن بأنها «أذكى دعوة عرفتها نقابة المحامين منذ زمن راسل، رغم أنها أُجريت بالكامل بواسطة امرأة.»

## النشأة
ولدت  في أسرة سويدية غنية ونبيلة، كانت ليند أف هاغبي حفيدة حاجب ملك السويد، وابنة المحامي البارز إميل ليند أف هاغبي. تلقت تعليمها في كلية شلتنهام للسيدات في إنجلترا، ما أتاح لها الوصول إلى نوع تعليم غير متاح لمعظم النساء في ذلك الوقت. مكنها هذا، إلى جانب دخل خاص من أسرتها، من مواصلة نشاطها السياسي والكتابة والسفر في جميع أنحاء العالم لإلقاء المحاضرات، أولاً في معارضة عمل الأطفال والبغاء، ثم لدعم تحرير المرأة، ولاحقًا لحقوق الحيوان. كتبت ليزا غولمارك أن ليند أف هاغبي خرجت إلى الشوارع، ونظمت المسيرات والخطابات، عندما كان متوقعًا أن تبقى النساء في المنزل يطرزن.
عندما تحدثت ليند أف هاغبي إلى جمعية غلاسكو فيجيتيريان في عام 1914، ذكر صحفي في ديلي ميل أنه كان يتوقع أن يجد امرأة «عريضة الفكين، وعالية الجبين، وهزيلة قليلًا، وذات مظهر صارم ومقتصد فكريًا»، ولكن بدلًا من ذلك وجد «امرأة جميلة، وصغيرة، وممتلئة، ذات عيون بنية لطيفة ومتلألئة... لم تعوزها الأناقة والزينة. كان فستانها الأزرق... جميلًا كما يتمناه أي شخص» وكتب أنه «تحول تقريبًا إلى نباتي» من خلال «منطقها الثابت والمستقيم».
بعد الجامعة، أمضت ليند أف هاغبي وقتًا في باريس في عام 1900، حيث زارت مع صديقتها السويدية، ليزا كاثرين شارتاو، معهد باستور. شعرتا بالأسى إزاء التشريح الذي رأتاه هناك، وعندما عادتا إلى السويد انضمتا إلى جمعية دول الشمال المناهضة لتشريح الأحياء. أصبحت ليند أف هاغبي رئيسة فخرية لها عام 1901. وفي عام 1902 قررتا الالتحاق بمدرسة لندن الطبية للنساء للحصول على التعليم الطبي الذي احتاجتا إليه لتدريب نفسيهما كناشطاتين مناهضاتين للتشريح.

## فوضى العلم
بدأت ليند أف هاغبي وشارتاو دراستهما في مدرسة لندن الطبية للنساء في أواخر عام 1902. لم تُجرِ كلية النساء تشريحًا، ولكن حصل طلابها على حقوق زيارة في كليات لندن الأخرى، لذا حضرت ليند أف هاغبي وشارتاو حصص التشريح في كلية كينجز والكلية الجامعية، كانت الأخيرة مركزًا للتجارب على الحيوانات.

احتفظت الامرأتان بمذكرات، وفي أبريل 1903 عرضتاها على ستيفن كوليردج، سكرتير الجمعية الوطنية البريطانية المناهضة للتشريح. احتوت المخطوطة المكونة من 200 صفحة على ادعاء واحد، في فصل بعنوان «تسلية»، الذي لفت انتباهه، ذُكر فيه أن العديد من الباحثين أُجروا عدة عمليات على كلب ترير بني على مدى شهرين، ثم شُرح -بدون تخدير، بحسب المذكرات- أمام جمهور من طلاب الطب الضاحكين:
حمل المعيد ومعاون المختبر كلب كبير، ممدود على ظهره على لوحة العمليات، إلى غرفة المحاضرات. ثُبتت ساقاه على اللوحة، وثُبت رأسه بإحكام بالطريقة المعتادة، وكُمم بإحكام.

كان هناك شق كبير في جانب الرقبة، يكشف عن الغدة. أظهر الحيوان كل علامات المعاناة الشديدة؛ وفي صراعه، رفع جسده مرارًا وتكرارًا عن اللوحة، وقام بمحاولات قوية للتحرر.
إذا كان هذا صحيحًا، فإن الادعاءات تعني أن التجربة انتهكت قانون القسوة على الحيوانات لعام 1876، الذي يوجب تخدير الحيوان لهذا النوع من الإجراءات واستخدامه مرة واحدة قبل أن يقتل. (سمحت تراخيص أخرى بتشريح حيوانات واعية.) اتهم كوليردج بيليس علنًا بانتهاك القانون. ورد بيليس بدعوى قضائية.
بدأت المحاكمة في نوفمبر 1903، وفي ذلك الوقت نشر إرنست بيل من كوفنت غاردن المذكرات، أولاً تحت عنوان شهود عيان (آي ويتنسس)، ولاحقًا بعنوان فوضى العلوم: مقتطفات من مذكرات طالبتين من طلاب علم وظائف الأعضاء. شهدت ليند أف هاغبي وسيشترناو أنهما شاهدتا الكلب أُحضر إلى مسرح المحاضرات، وقالتا إنهما لم يشموا أو يشاهدوا أي جهاز يوصِل مزيج الكحول والكلوروفورم والأثير الذي يستخدم عادةً كمخدر. وشهدتا بأن الكلب قام بتحركات اعتبرتاها «عنيفة وهادفة». بينما شهد بيليس أن الكلب خُدر وكان يعاني من الرقاص، وهو مرض تسبب في تقلصات لا إرادية.
قبلت هيئة المحلفين بيان بيليس ومنحته 2,000 جنيه إسترليني مع قيمة تكاليف بلغت 3,000 جنيه إسترليني. سحب الناشر المذكرات وسلم جميع النسخ المتبقية لمحامي بيليس. أعادت ليند أف هاغبي نشرها لاحقًا دون فصل «تسلية»، ومع فصل جديد عن المحاكمة، طُبعت طبعة خامسة بحلول عام 1913. ودفعت الفضيحة المطولة الحكومة إلى إنشاء اللجنة الملكية الثانية للتشريح في عام 1907؛ عينت عمال تشريح للجنة وسمحت لها بالعمل بسرية.

## جمعية الدفاع عن الحيوان ومكافحة التشريح
شاركت ليند أف هاغبي في تأسيس جمعية الدفاع عن الحيوانات ومناهضة تشريح الأحياء (إيه دي إيه إف إس) في عام 1906 مع دوقة هاميلتون، بالإضافة إلى متجر ومكتب في 170 بيكاديللي، لندن. صاغت ليند أف هاغبي، كجزء من عمل الجمعية، عريضة في عام 1906 أو نحوه، وهي إعلان مناهض للتشريح، وزعت في جميع أنحاء العالم، وترجمت إلى عدة لغات، ووقع عليها مناهضو التشريح. في يوليو 1909، نظمت أول مؤتمر دولي لمناهضة التشريح في لندن. كتبت ماري آن إلستون أن المؤتمر عزز التدرج في المعركة لإنهاء التشريح.